# Al Shean

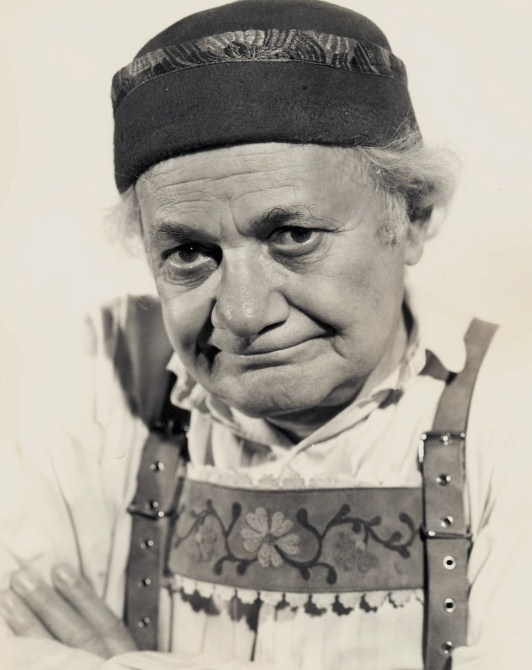
Al Shean (1940)

Al Shean, gebürtig Abraham Elieser Albert Schönberg, (* 12. Mai 1868 in Dornum, Ostfriesland; † 12. August 1949 in New York City) war ein deutsch-US-amerikanischer Komödiant und Schauspieler.

## Leben
Al Shean war der Sohn von Fanny und Levi oder Louis Schönberg; seine Schwester war Minnie Marx, die Mutter der Marx Brothers. Mit seiner Hilfe gelangten die fünf Brüder ins Showgeschäft. Nachdem er sich im Vaudeville-Theater einen Namen gemacht hatte, formte er zusammen mit Edward Gallagher das Duo Gallagher & Shean. Obwohl sie zusammen sehr erfolgreich waren, bestanden zwischen den beiden Schauspielern keine großen Sympathien. Nach Gallaghers Tod im Jahre 1929 fungierte Shean in den 1930er- und 1940er-Jahren als komischer Nebendarsteller in vielen Hollywood-Filmen.

## Filmografie
- 1930: Chills and Fever (Kurzfilm)
- 1934: Liebesreigen (Music in the Air)
- 1935: Symphony of Living
- 1935: Sweet Music
- 1935: Traveling Saleslady
- 1935: Springtime in Holland (Kurzfilm)
- 1935: Page Miss Glory
- 1935: It's in the Air
- 1936: Hitch Hike to Heaven
- 1936: At Sea Ashore (Kurzfilm)
- 1936: The Law in Her Hands
- 1936: San Francisco
- 1936: The King Steps Out
- 1937: The Road Back
- 1937: It Could Happen to You!
- 1937: Live, Love and Learn
- 1937: 52nd Street
- 1937: Tim Tyler's Luck
- 1937: Hollywood Hotel
- 1938: Der große Walzer (The Great Waltz)
- 1938: Zu heiß zum Anfassen (Too Hot to Handle)
- 1939: Irrwege der Liebe (Broadway Serenade)
- 1939: Joe and Ethel Turp Call on the President
- 1940: The Blue Bird
- 1940: Friendly Neighbors
- 1941: Love In Gloom (Kurzfilm)
- 1941: Mädchen im Rampenlicht (Ziegfeld Girl)
- 1942: The Daughter of Rosie O’Grady (Kurzfilm)
- 1943: Hitler’s Madman
- 1943: Crime Doctor